# Nicolaas Bernard ten Bokkel Huinink
Nicolaas Bernard ten Bokkel Huinink (Leiden, 17 januari 1916 – 31 december 1980) was een Nederlands politicus.
Hij werd geboren als zoon van Arie ten Bokkel Huinink (1885-1959; arts en later hoogleraar) en Martina Cornelia van Hattem (1887-1977). N.B. ten Bokkel Huinink is afgestudeerd in de rechten en was als hoofdcommies werkzaam bij het Kabinet van de commissaris van de Koningin in Utrecht. In april 1959 volgde hij J.P. Drost op als burgemeester van Borculo. In de 1965 kwam hij landelijk in het nieuws vanwege conflicten met de gemeenteraad als gevolg van problemen met het verlenen van een vergunning aan twee circussen in bijna dezelfde periode. In 1966 kwam hij opnieuw landelijk in het nieuws toen een motie van wantrouwen werd aangenomen. Bijna een jaar later gaf hij opeens aan op te willen stappen. Met ingang van 15 januari 1968 werd hem op eigen verzoek eervol ontslag verleend. Eind 1980 overleed hij 64-jarige leeftijd.